# Кеншиці-Весь
Кеншиці-Весь (пол. Kęszyce-Wieś) — село в Польщі, у гміні Болімув Скерневицького повіту Лодзинського воєводства.
Населення — 255 осіб (2011).
У 1975-1998 роках село належало до Скерневицького воєводства.

## Демографія
Демографічна структура станом на 31 березня 2011 року:
|          | Загалом | Допрацездатний вік | Працездатний вік | Постпрацездатний вік |
| -------- | ------- | ------------------ | ---------------- | -------------------- |
| Чоловіки | 123     | 23                 | 93               | 7                    |
| Жінки    | 132     | 23                 | 73               | 36                   |
| Разом    | 255     | 46                 | 166              | 43                   |